# Taťjanait
Taťjanait (Barkov & al. 2000) (Pt,Pd,Cu)9Cu3Sn4 je kosočtverečný minerál.

## Morfologie
Tvoří centrální části zrn Pt-Pd minerálů, zrna jsou protažená a až 1 mm dlouhá. Tvoří také agregáty malých, nepravidelných nebo lístečkovitých zrn. Pod mikroskopem je patrné polysyntetické dvojčatění.

## Fyzikální vlastnosti
Mikrotvrdost 292–348 kg.mm3, tvrdost 3,5–4, hustota 13,55 (vypočtená), štěpnost chybí.

## Optické vlastnosti
V odraženém světle je růžový s fialovým odstínem.

## Naleziště

### Rusko
Oktjabrské ložisko (Tajmirský poloostrov, Norilsk) v masivních sulfidických rudách.